# Radio SLR
Radio SLR er en privatejet kommerciel radiostation, som drives af Sjællandske Medier. 
Stationen sender underholdning, pop-/rockmusik og lokale nyheder fra Region Sjælland. 
Kanalen startede den 5. januar 1987 som en lokalradio i Slagelse af bl.a. Steffen Stenbæk. 
I 2002 blev Radio SLR sammen med den vestsjællandske udgave af TvDanmark solgt til Sjællandske Medier. Året før havde de købt Radio Næstved og TvDanmark Næstved. Radio Næstved blev fusioneret med Radio SLR. 
I 2003 opkøbtes Ringsted Lokalradio og Radio Møn, der nu også udsender Radio SLR. 
I 2011 begyndte Radio SLR at streame deres livesignal på deres hjemmeside.
I august 2015 åbnede Radio SLR en sender i Holbæk (106,1 FM) til, at dække Nordvestsjælland. Dermed dækker kanalen cirka halvdelen af Region Sjælland.
Den 1. januar 2023 blev Radio Køge en del af SLR-netværket og hedder nu Radio SLR Køge. 
Kanalen havde i 2. halvår 2024 113.000 ugentlige lyttere ifølge KantarGallup.

## Nyheder
Nyhederne leveres af Sjællandske Medier, der også producerer nyheder til aviserne Sjællandske, Nordvestnyt, DAGBLADET, Frederiksborg Amts Avis og til www.sn.dk

## Frekvenser
Radio SLR sender fem forskellige signaler, der gør det muligt, at sende lokale nyheder og reklamer ud til de relevante områder. Senderens placering står i parentes:
- SLR Vestsjælland: 101,0 FM (Slagelse), 104,4 FM (Gørlev), 91,6 FM (Fuglebjerg), 105,2 FM (Korsør), 106,9 FM (Skælskør)
- SLR Midtsjælland 100,7 FM (Ringsted)
- SLR Nordvestsjælland: 106,1 FM (Holbæk), 97,9 FM (Kalundborg), 105,6 FM (Fårevejle), 106,7 FM (Jyderup)
- SLR Næstved: 106,5 FM (Næstved), 105,4 FM (Haslev), 107,9 FM (Glumsø) 107,0 FM (Fakse)
- SLR Køge: 98,2 FM (Køge) 106,2 FM (Hårlev), 106,8 FM (Borup)
- SLR Sydsjælland og Øerne: 101,1 FM (Bogø), 92,9 FM (Stege, Møn)

Stationen kan desuden høres flere steder i Region Sjælland på DAB+

## Nuværende værter på SLR
- Flemming Seloy
- Lars Frederiksen
- Jan Lindén
- Christian Stoltenberg
- Thomas Pedersen
- Frederik Hjerrild
- Martin Andersen
- Claus Nielsen
- Brian Taber

## Logoer
- Radio SLR første logo, 1987
- Radio SLR logo 1992-2000
- Radio SLR logo 2000-2003
- Radio SLR Logo 2003-2005
- Radio SLR logo august 2005-2024
- Radio SLR logo 2018-2024